# Selbe

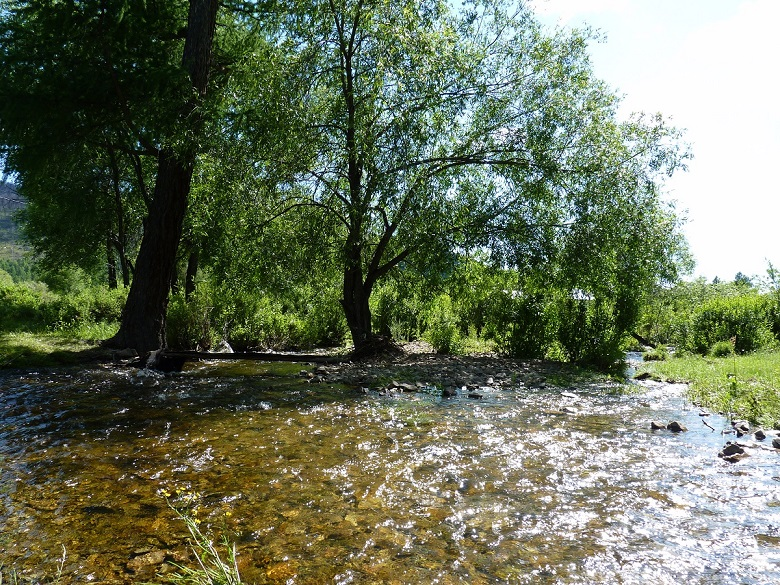
Selbe

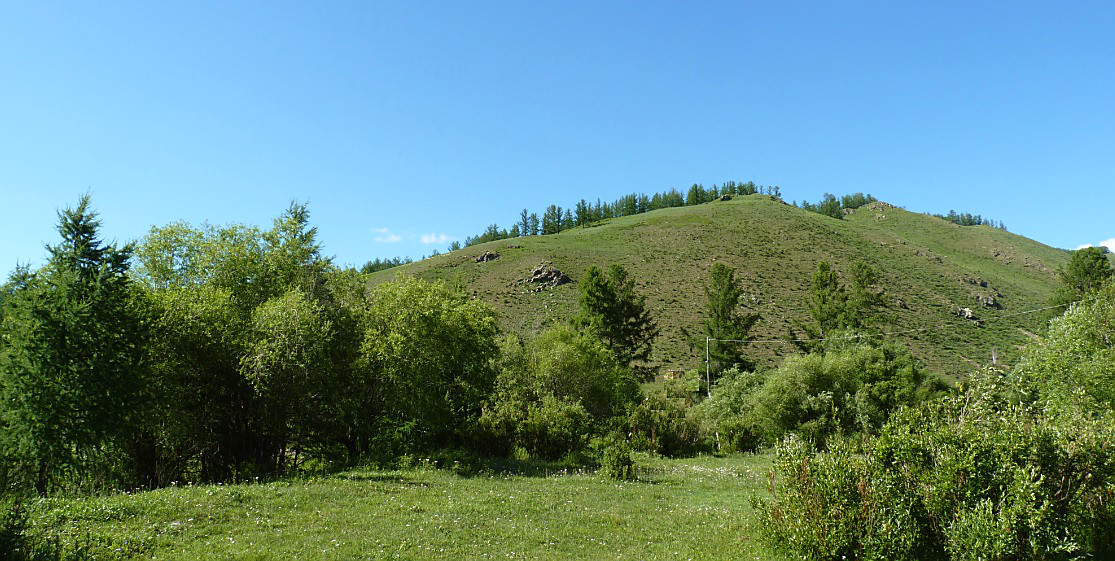
La vegetazione fluviale Selbe osservazione Maikhan Tolgoi posizione non a secco durante l'estate del 2011.

Il Selbe è un fiume della Mongolia che attraversa le montagne a sud di Khentii e scorre a 1510 metri di altitudine in Mongolia centrale. Il fiume si estende su 342,2 km quadrati di territorio. Questo bacino del fiume ospita 7 specie di alberi e 40 tipi 183 specie di vegetazioni.